# Laholm
Laholm este un oraș în Suedia.

## Demografie
| \| Evoluția demografică a zonei urbane Laholm, 1970–2015 \| Evoluția demografică a zonei urbane Laholm, 1970–2015 \| Evoluția demografică a zonei urbane Laholm, 1970–2015 \| Evoluția demografică a zonei urbane Laholm, 1970–2015 \| Evoluția demografică a zonei urbane Laholm, 1970–2015 \| \| --------------------------------------------------------------------------------------- \| ----------------------------------------------------- \| ----------------------------------------------------- \| ----------------------------------------------------- \| ----------------------------------------------------- \| \| An \| \| \| Locuitori \| \| \| 1970 \| 1970 \| \| 3.695 \| 3.695 \| \| 1975 \| 1975 \| \| 3.898 \| 3.898 \| \| 1980 \| 1980 \| \| 4.586 \| 4.586 \| \| 1990 \| 1990 \| \| 5.052 \| 5.052 \| \| 1995 \| 1995 \| \| 5.610 \| 5.610 \| \| 2000 \| 2000 \| \| 5.644 \| 5.644 \| \| 2005 \| 2005 \| \| 5.836 \| 5.836 \| \| 2010 \| 2010 \| \| 6.150 \| 6.150 \| \| 2015 \| 2015 \| \| 6.527 \| 6.527 \| \| Sursa: SCB - Statistika Centralbyrån, Folkmängden per tätort. Vart femte år 1960 - 2016 \| \| \| \| \| |      |  |           |       |
| Evoluția demografică a zonei urbane Laholm, 1970–2015 |      |  |           |       |
| An |      |  | Locuitori |       |
| 1970 | 1970 |  | 3.695     | 3.695 |
| 1975 | 1975 |  | 3.898     | 3.898 |
| 1980 | 1980 |  | 4.586     | 4.586 |
| 1990 | 1990 |  | 5.052     | 5.052 |
| 1995 | 1995 |  | 5.610     | 5.610 |
| 2000 | 2000 |  | 5.644     | 5.644 |
| 2005 | 2005 |  | 5.836     | 5.836 |
| 2010 | 2010 |  | 6.150     | 6.150 |
| 2015 | 2015 |  | 6.527     | 6.527 |
| Sursa: SCB - Statistika Centralbyrån, Folkmängden per tätort. Vart femte år 1960 - 2016 |      |  |           |       |